# Часи
Часи е същество живеещо в Чесапийк бей (на английски: Chesapeake Bay). Забелязано е за пръв път от двамата рибари Франсис Клармен и Едуард Уърд през 1943. Те го забелязали близо до Балтимор. САЩ.
| „ | Това нещо беше на около 75 ярда (69 м) под десен ъгъл от нашия кораб. Първо изглеждаше като нещо плаващо във водата. Беше черно и част от него, която беше над водата изглеждаше около 12 фута (3,7 м) дъга. Имаше глава с големината на футболна топка и оформена, като глава на кон. То обръщаше главата си няколко пъти почти през целия път. | “ |

Второто записано наблюдение е от 1982. Робърт и Карън Фрю го забелязват близо до остров Кент. Те заснемат видео, на което се вижда, как нещо плува във водата.

## Теории
Според някои теории Часи е оцелял динозавър или праисторическо земноводно от креда. Доста учени и изследователи смятат, че Часи може да е морска крава.